# 夏安人
夏安人（英語：Cheyenne）是美国大平原原住民，其语言属于阿尔冈昆语族。

## 分布
北夏安人分布在蒙大拿州的北夏安族印第安人保护区。南夏安人和阿拉帕霍族组成夏安和阿拉帕霍部落，居住在俄克拉何马州南部。

## 语言
蒙大拿州和俄克拉何马州的夏安人都使用夏安语。两地的词汇只有极少数不同。夏安语共有14个字母，是阿尔冈昆语族中的较大语种之一。